# SL16 FC
El SL16 FC, también conocido como Royal Standard de Lieja II, es un equipo de fútbol de Bélgica que juega en la Tercera División de Bélgica, la tercera categoría nacional.

## Historia
Fue fundado en el año 2022 en la ciudad de Lieja como equipo filial del Standard Lieja e integrado por jugadores de su academia de fútbol como lo hicieron en Club Brujas, RSC Anderlecht y KRC Genk.